# Stenpackning
Stenpackning används av arkeologer vid definition av stenpackning av olika utföranden och som kan liknas med stensättning.
Vid utgrävning av fornborgen Gripeberg öster om Växjö påträffades flera cirkulära stenpackningar som daterades till cirka 1500 f.kr..
Fornborgen kanske därefter kan benämnas vallanläggning för rituellt syfte.
De stenpackningarna är inte gravar. Stenpackningarna användes troligtvis för något rituellt syfte.
Denna typ av cirkulära stenpackning förekommer också vid fossila åkrar.
Den cirkulära stenpackningen behöver inte vara exakt cirkulär, men rund. Vid Gripeberg fanns antydan till kantkedja.
Vid andra utgrävningar i Bohuslän förekommer stenpackning av långsmalt utförande i bergskrevor i samband med gravfält med rösen och stensättningar. I södra Glafsfjorden finns motsvarighet i skrevor vid rösen och stensättningar. De är inte noterade i fornminnesregistret då de betraktas som utkastade stenar. Stenar i skrevor har en rituell betydelse av någon art.
Stenpackningarna är mycket noggrant utförda med ett omsorgsfullt stenarbete av människohand i två eller tre lager med fastkilade stenar. 
I symbolik i gravar menar man att stenpackningar av olika slag kompletterade befintliga stenrösen och stensättningar långt efter gravsättning i rituellt syfte. I fornminnesregistret kan dessa felaktigt betraktas som utkastade stenar.